# 韋赫特 (亞利桑那州)
韋赫特（英語：Wilhoit）是位於美國亞利桑那州亞瓦派縣的一個人口普查指定地區。根據2010年美國人口普查，該地人口為664人，而該地的面積約為40.63平方千米。

## 地理
韋赫特的座標為34°25′08″N 112°36′16″W / 34.41889°N 112.60444°W，而該地最高點為海拔高度1547米（即5075英尺）。